# Peter Aleksejevič Kropotkin
‎
Princ Pjoter Aleksejevič Kropotkin (rusko Пётр Алексе́евич Кропо́ткин), ruski intelektualec, anarhist, geograf in raziskovalec, * 9. december (27. november, ruski koledar) 1842, Moskva, Ruski imperij (danes Rusija), † 8. februar 1921, Dmitrov, Moskovska gubernija, Sovjetska zveza (danes Rusija).
Pokopan je na moskovskem pokopališču Novodevičje.